# Cornelius Roth
Cornelius Roth (* 28. Mai 1968 in Stuttgart) ist ein römisch-katholischer Theologe und ehemaliger Regens des Priesterseminars Fulda sowie ordentlicher Professor für Liturgiewissenschaft und Spiritualität an der Theologischen Fakultät Fulda.

## Leben
Roth absolvierte nach seinem Abitur 1987 in Sindelfingen einen 20-monatigen Zivildienst in einem evangelischen Altenpflegeheim. Danach trat er 1989 in das Fuldaer Priesterseminar ein und begann dort sein Theologie- und Philosophiestudium. Am 25. Juni 1995 empfing er von Erzbischof Johannes Dyba im Fuldaer Dom die Priesterweihe. Erste seelsorgerische Aufgaben nahm er als Kaplan und später als Pfarradministrator in Marburg wahr. Im Oktober 1997 nahm er ein Dogmatik-Promotionsstudium in Freiburg im Breisgau auf, das er mit seiner Dissertation „Discretio spirituum – Kriterien geistlicher Unterscheidung bei Johannes Gerson“  bei Professor Gisbert Greshake abschloss. Im Januar 2014 wurde Roth von der Theologischen Fakultät Paderborn habilitiert.
Im Oktober 2000 wurde Roth Subregens im Fuldaer Priesterseminar, zwei Jahre später Regens. Dieses Amt hatte er bis August 2014 inne. Im Oktober 2005 verlieh ihm Papst Benedikt XVI. den Ehrentitel Monsignore („Kaplan Seiner Heiligkeit“). Von 2006 bis 2010 war er Ökumenereferent und Vorsitzender der Ökumenischen Kommission des Bistums Fulda.
Roth erhielt 2001 eine Lehrbeauftragung für das Fach Spiritualität an der Theologischen Fakultät Fulda, ab dem Wintersemester 2007/2008 zusätzlich auch in Liturgiewissenschaft. Zum 1. Oktober 2010 wurde er zum ordentlichen Professor für diese beiden Fächer ernannt.
Cornelius Roth ist seit 2005 Ehrenmitglied der K.D.St.V. Palatia Marburg im CV.
Bischof Michael Gerber ernannte ihn Anfang November 2021 zum residierenden Domkapitular des Fuldaer Domkapitels.